# Tu-16
Tu-16 (ros. Ту-16) – radziecki odrzutowy samolot bombowy, skonstruowany w latach 50. w biurze konstrukcyjnym Tupolewa, w kodzie NATO oznaczany jako Badger. Używany w wielu wariantach, w tym jako bombowiec strategiczny, bombowiec morski, samolot rozpoznawczy i walki radioelektronicznej. Tu-16 służyły około 50 lat na uzbrojeniu ZSRR i kilku innych państw, zbudowano ich 1507. Produkowano je też na licencji w Chinach jako Xi’an H-6.

## Podłoże
Pierwszym radzieckim powojennym bombowcem dalekiego zasięgu był Tu-4 – bezlicencyjna kopia amerykańskiego B-29 Superfortress, napędzany 4 silnikami tłokowymi. Jednakże już w drugiej połowie lat 40. było oczywiste, że przyszłość lotnictwa bombowego dalekiego zasięgu leży w samolotach odrzutowych lub turbośmigłowych. Zwłaszcza doświadczenia wojny koreańskiej ukazały potrzebę konstruowania szybszych bombowców w celu przełamania obrony powietrznej, mających większe szanse na uniknięcie starć z odrzutowymi samolotami myśliwskimi. Oprócz lotnictwa strategicznego, bombowca dalekiego zasięgu, do zwalczania celów morskich, potrzebowała radziecka marynarka wojenna. Stało się widoczne, że droga do polepszenia osiągów bombowców wiedzie przez zastosowanie w konstrukcji silników turboodrzutowych i skośnych skrzydeł. W drugiej połowie lat 40. biuro konstrukcyjne OKB-156 Andrieja Tupolewa pracowało m.in. nad frontowym bombowcem model „82” (Tu-82) ze skośnymi skrzydłami, który jednak przegrał w konkurencji z bombowcem Ił-28 Iliuszyna oraz nad rozwinięciem średniego bombowca o prostych skrzydłach „73” (prototyp Tu-14).
Z uwagi na sukces Ił-28, już w 1947 prace nad bombowcem dalekiego zasięgu zlecono biuru Iliuszyna, gdzie powstał następnie projekt Ił-46. Jednakże biuro Tupolewa kontynuowało prace nad projektowaniem bombowców strategicznych z własnej inicjatywy. W 1949 opracowano projekty „86” i „87”, będące powiększonym rozwinięciem samolotu „73” ze skośnymi skrzydłami i mocniejszymi silnikami (dwa silniki AM-02 lub TR-03 o ciągu 4500 kg), umieszczonymi pod skrzydłami. Ich możliwości ograniczał jednak brak odpowiednich silników, w związku z czym z uwagi na niewystarczający zasięg (4000 km) i udźwig bomb (od 2 do 6 ton), prace nad tymi projektami przerwano.

## Powstanie Tu-16

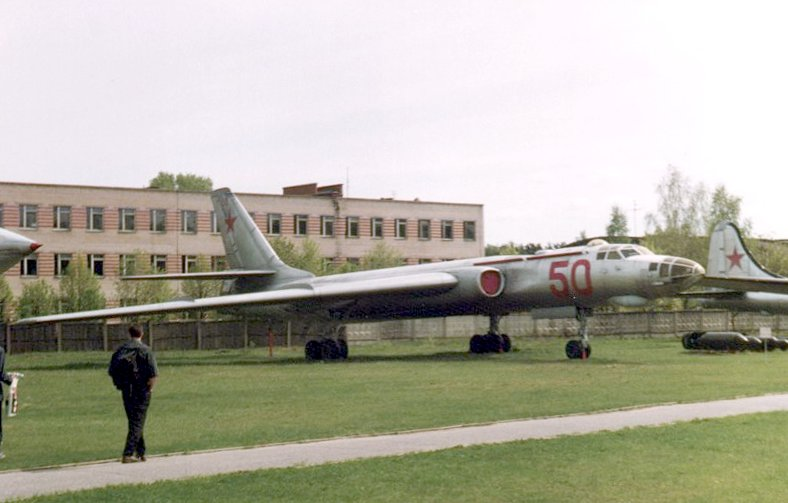
Tu-16 – wersja bombowa (Tu-16 lub Tu-16A)

Pod koniec lat 40. w biurze konstrukcyjnym Mikulina opracowano nowy silnik turboodrzutowy o dużym ciągu AM-03, z którym następnie w 1950 opracowano kilka wariantów nowego powiększonego projektu wywodzącego się z samolotu „86”, oznaczonych początkowo roboczo „494” i „495”, z różnym rozmieszczeniem silników (rozpatrywano też warianty z 4 silnikami TR-3A lub TR-5). Z uwagi na zachęcające wyniki, w czerwcu 1950 biuro Tupolewa otrzymało oficjalne zamówienie rządowe na zaprojektowanie bombowca dalekiego zasięgu, z dwoma silnikami TR-3F (AL-5) Liulki. Jednakże Tupolew zdecydował użyć mocniejszych silników AM-03, umieszczonych w gondolach po obu bokach kadłuba. Dalsze prace prowadzono pod oznaczeniem projektu „88” (lub Tu-88 albo „wyrób N” – oznaczenie wewnątrzzakładowe).
Prototyp samolotu „88”, który otrzymał następnie oznaczenie wojskowe Tu-16, zbudowano pod koniec 1951. Został on oblatany 27 kwietnia 1952. Próby wykazały jednak konieczność zmniejszenia masy konstrukcji w celu osiągnięcia zakładanego zasięgu. Drugi ulepszony prototyp „88-2” został oblatany 6 kwietnia 1953; zdołano obniżyć w nim masę własną samolotu z 41 do 36,5 ton. Po jego udanych próbach państwowych, 28 maja 1954 przyjęto samolot Tu-16 na uzbrojenie Lotnictwa Dalekiego Zasięgu i morskiego. W tym czasie uruchomiono już produkcję seryjną w zakładzie nr 22 w Kazaniu i pierwszy seryjny samolot został zbudowany 29 października 1953. Od 1954 produkcję rozpoczęto także w zakładzie nr 1 w Kujbyszewie, a od 1955 w zakładzie nr 64 w Woroneżu. Ogółem do 1962 zbudowano 1507 samolotów Tu-16 wszystkich wersji (800 w Kazaniu, 543 w Kujbyszewie i 166 w Woroneżu), plus dwa prototypy.
W 1955 na bazie Tu-16 opracowano pierwszy radziecki odrzutowiec pasażerski Tu-104.

## Wersje
Samolot był produkowany w ok. 11 wersjach, podlegających przy tym kolejnym przebudowom na dalsze wersje (ok. 40). Na skutek zmian wyposażenia, zwłaszcza elektronicznego, liczba wszystkich istniejących wariantów Tu-16 zbliża się do stu, z tego większość nie różniła się oznaczeniami. Podstawowymi wersjami były początkowo wersje bombowe – Tu-16 model bazowy oraz liczna wersja Tu-16A, przystosowana do przenoszenia bomb atomowych. Do tej grupy zaliczają się także morskie samoloty torpedowo-bombowe Tu-16T. Część samolotów przenoszących pociski rakietowe i walki radioelektronicznej mogła także przenosić bomby.

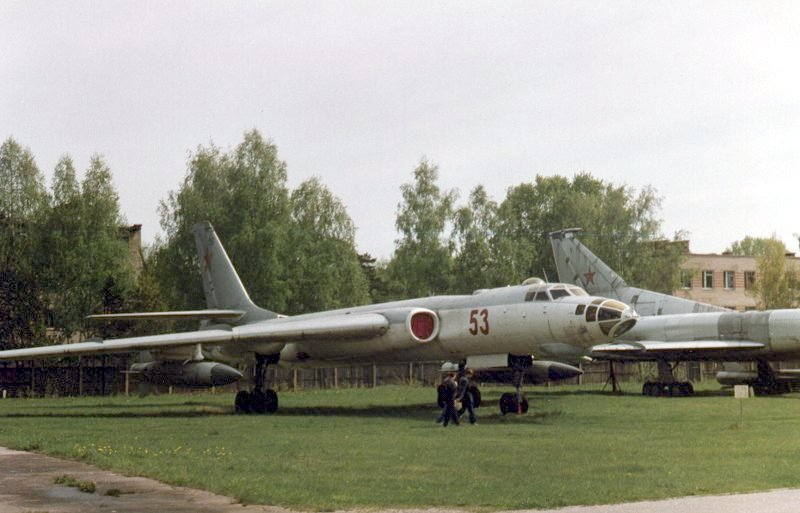
Tu-16 – nosiciel systemu rakietowego K-26 (najprawdopodobniej Tu-16K-26 lub Tu-16KSR-2-5-11) z pociskami KSR-5 pod skrzydłami

Drugą podstawową grupą wersji stały się bombowce przenoszące ciężkie odrzutowe pociski skrzydlate. Ich oznaczenia rozpoczynały się od litery K. Pierwszym wariantem był Tu-16KS z 1954, przenoszący mało zaawansowane pociski przeciwokrętowe KS-1. Następnie na przełomie lat 50. i 60. rozwój przenoszących pociski Tu-16 poszedł w dwóch kierunkach. Morskim samolotem uderzeniowym stał się Tu-16K-10, kilkakrotnie modyfikowany, wyróżniający się charakterystycznym radarem w nosie kadłuba, przenoszący pojedynczy przeciwokrętowy pocisk K-10S. Z kolei druga rodzina, istniejąca w wielu wariantach, obejmowała wcześniejsze samoloty przebudowane do przenoszenia pocisków do zwalczania celów morskich lub ważnych naziemnych celów punktowych KSR-2 (kompleks K-16), albo stacji radiolokacyjnych i okrętów je przenoszących KSR-11 (kompleks K-11), następnie pocisków KSR-5 (kompleks K-26) do obu tych zastosowań. Oznaczenia tych samolotów obejmowały kombinacje oznaczeń przenoszonych pocisków: Tu-16KSR-2, -11 lub -5 lub kompleksów rakietowych: Tu-16K-16, -11 lub -26 (informacje o zasadach stosowania oznaczeń K lub KSR do konkretnych samolotów w dostępnych publikacjach są rozbieżne). Modyfikacją Tu-16K-10 łączącą obie linie rozwojowe był Tu-16K-10-26, przenoszący zarówno pocisk K-10 pod kadłubem, jak i KSR-5 pod skrzydłami.
Trzecią grupą wersji były wersje rozpoznawcze, do prowadzenia rozpoznania fotograficznego i radioelektronicznego, głównie używane jako samoloty rozpoznawcze morskie do wykrywania okrętów i naprowadzania na nie pocisków wystrzelonych z samolotów pozostających w bezpiecznej odległości. Podstawową wersją rozpoznawczą był Tu-16R, następnie modernizowany do wersji Tu-16RM-2. Odrębną wersją były Tu-16RM-1, przebudowane z nosicieli pocisków Tu-16K-10, z charakterystycznym radarem w nosie kadłuba. Licznymi wersjami były samoloty walki radioelektronicznej (WRE), budowane w wielu wariantach (Tu-16SPS, Tu-16 „Jołka”, Tu-16Je, Tu-16P), poddawanych następnie modernizacjom i zmianom wyposażenia. Flota tych samolotów miała zabezpieczyć działania bombowców, zakłócając nieprzyjacielskie stacje radiolokacyjne (istnieją rozbieżności w literaturze w przyporządkowaniu oznaczeń kodowych NATO do poszczególnych wersji samolotów rozpoznawczych i WRE). Istotnymi wariantami były powietrzne tankowce Tu-16Z, zabezpieczające działania bojowych Tu-16 oraz Tu-16N i NN, przeznaczone do tankowania samolotów Tu-22. W małych ilościach powstały samoloty ratownictwa morskiego Tu-16S i morskie patrolowe Tu-16PŁ, a także inne wersje.
Szczegółowy opis wersji: (w nawiasie oznaczenia kodowe NATO).

### Bombowce
Tu-16 (Badger A) – pierwszy wariant bombowca – bombowiec konwencjonalny o udźwigu normalnie 3000 kg, maksymalnie 9000 kg bomb. Największe wagomiary używanych bomb to 5000 kg, 6000 kg lub 9000 kg. Niewielka część produkowanych od 1957 była przystosowana do tankowania w locie, metodą skrzydło-skrzydło. Dostępne publikacje nie podają ilości wyprodukowanych bombowców konwencjonalnych Tu-16.
Tu-16A (Badger A) – podstawowy wariant bombowca strategicznego, przenoszący bomby atomowe. Był w tym celu wyposażony w ogrzewaną komorę bombową oraz dodatkowe wyposażenie w celu uchronienia przed skutkami wybuchu. Wyprodukowano ich 453, w latach 1954–1958 (prawie 1/3 ogólnej produkcji Tu-16). Przystosowane były też do bombardowania konwencjonalnego – początkowo mogły przenosić tylko 12 bomb 500 kg lub 16 × 250 kg, w latach 60. modyfikowano je do przenoszenia ładunku zwykłych bombowców (18 × 500 kg lub 24 × 250 kg), a w latach 70. dodatkowo zwiększano ilość bomb, z dodaniem belek pod skrzydłami. 59 z nich było zbudowanych od 1957 w wariancie Tu-16A(ZA) przystosowanym do tankowania w locie, metodą skrzydło-skrzydło. Część była następnie wyposażona w stację zakłóceń aktywnych SPS-100 zamiast ogonowej wieżyczki strzelca i drugą stację SPS-5 w kadłubie. 155 przebudowano następnie na nosiciele pocisków KSR-2 i KSR-11.
Tu-16B – wersja rozwojowa bombowca z 1957 z mocniejszymi silnikami RD-16-15 o ciągu 11 000 kg i ze zwiększonym zasięgiem do 7200 km. Przebudowano 2 prototypy, nie weszła do produkcji.
Tu-16W – nieoficjalne oznaczenie bombowca – nosiciela bomby wodorowej (oficjalnie oznaczenie: „wyrób W”). Trzy samoloty tej wersji przebudowano od 1955 z Tu-16A

### Nosiciele pocisków
Tu-16KS (Badger B) – morski samolot uderzeniowy, uzbrojony w 2 kierowane ciężkie pociski odrzutowe powietrze-woda KS-1 Kometa o zasięgu 90 km, samonaprowadzane radiolokacyjnie, podwieszane pod skrzydłami (system uzbrojenia przejęty z Tu-4K). Załoga – 7 osób. Aparatura naprowadzania wraz z operatorem mieściła się na miejscu komory bombowej. Wyposażony był w stację radiolokacyjną wykrywania celów Kobalt-M w komorze bombowej, wysuwaną w dół. Prędkość z podwieszonymi pociskami wynosiła do 575 km/h, promień działania samolotu wynosił 1800 km. Próby prowadzono od 1954, w latach 1954–1958 zbudowano ich 107, w tym 59 Tu-16KS(ZA) przystosowanych do tankowania w locie. 65 następnie przebudowane na nosiciele pocisków KSR-2 i KSR-11 (reszta – ok. 40 sprzedane za granicę).
Tu-16K-10 (Badger C) – morski samolot uderzeniowy, uzbrojony w kompleks rakietowy K-10 – kierowany pocisk manewrujący powietrze-woda K-10S o zasięgu 220 km, podwieszany pod kadłubem, częściowo schowany w komorze bombowej. Wyposażony był w stację radiolokacyjną wykrywania celów JeN (ros. ЕН) w przebudowanym nosie kadłuba, w miejscu kabiny nawigatora. W komorze bombowej była kabina operatora systemu. Załoga – 6 osób. Próby prowadzono od 1958, oficjalnie przyjęty na uzbrojenie lotnictwa marynarki w sierpniu 1961. Produkcję rozpoczęto już w 1958 i do 1963 zbudowano 216 samolotów, w tym część w wersji z instalacją do tankowania w locie.
Część była później przebudowana na Tu-16K-10N z pociskami K-10SN lub SNB wystrzeliwanymi z mniejszych wysokości (K-10SNB z głowicą atomową) i ze zmodernizowaną stacją radiolokacyjną JeN-2-6. Liczne były przebudowane na Tu-16K-10D, z pociskami K-10SD o większym zasięgu 325 km, ze zmodernizowaną stacją radiolokacyjną JeN-D. W latach 70. część Tu-16K-10D przystosowano do nowych pocisków K-10SDW odpalanych z mniejszych wysokości, a także K-10SN i SNB. Część samolotów była w latach 70. wyposażona w stację zakłóceń aktywnych SPS-100 zamiast ogonowej wieżyczki strzelca i drugą stację SPS-5 w kadłubie. W latach 80. część przebudowano na Tu-16K-10P przystosowane do przenoszenia pocisków zakłócających (walki radioelektronicznej) K-10SP ze stacją zakłóceń „Azalia”.

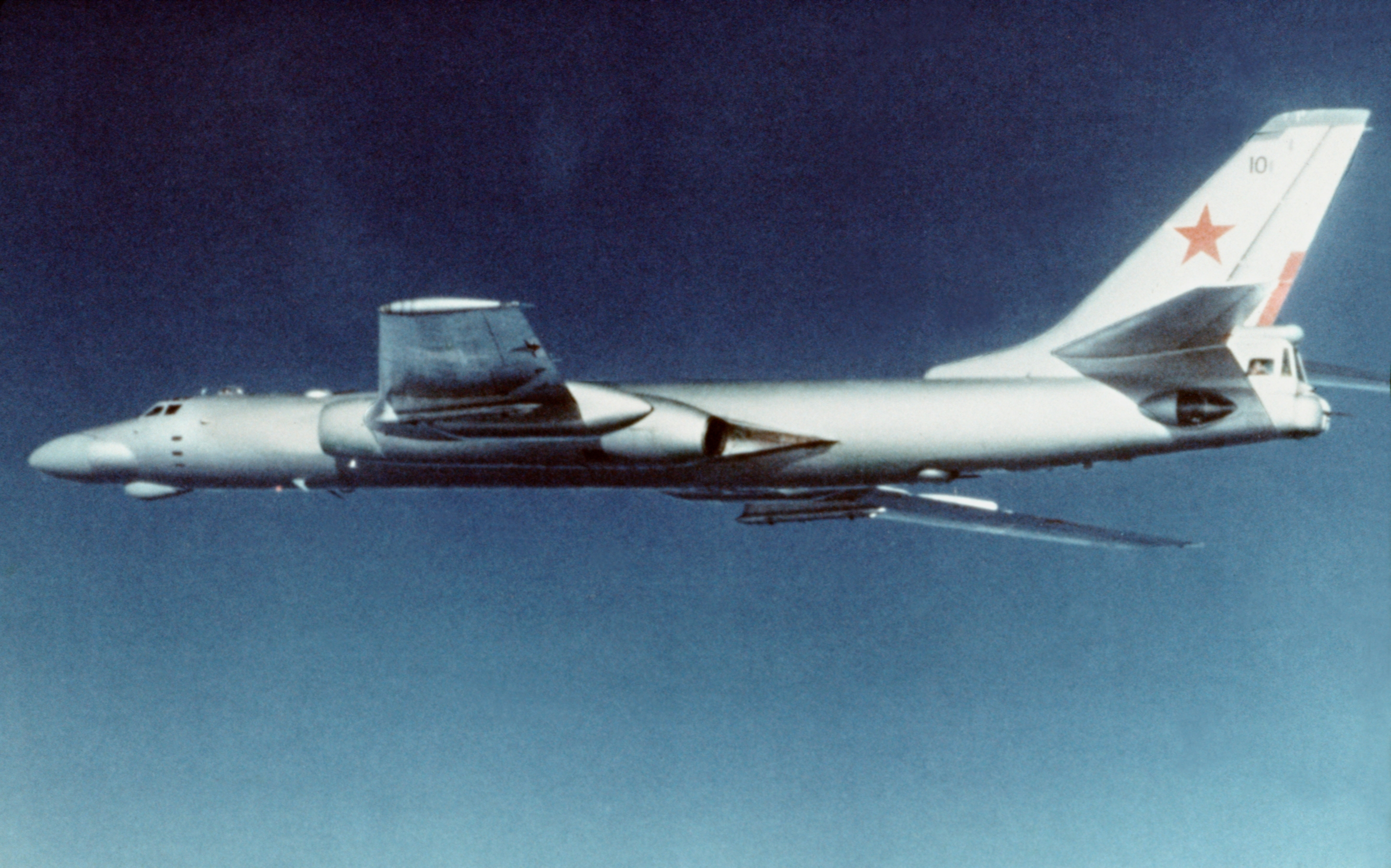
Nosiciel pocisków Tu-16K-10-26. Widoczny zmieniony nos kadłuba z radarem

Tu-16K-10-26 (Badger C) – modyfikacja bombowców Tu-16K-10D polegająca na przystosowaniu do przenoszenia kompleksów rakietowych K-10 (pocisk K-10S w komorze bombowej) i K-26 (dwa pociski KSR-5 pod skrzydłami), oficjalnie przyjęty na uzbrojenie w 1969 (przebudowano 85 samolotów).
Wersja Tu-16K-10-26N była przebudowana z Tu-16K-10N i używała pocisków K-10SN lub SNB. Od 1976 część przebudowano na Tu-16K-10-26P, analogicznie do Tu-16K-26P, z pociskami przeciwradarowymi KSR-5P. W latach 70. część Tu-16K-10-26 przystosowano także do zabierania bomb lub torped; oznaczono je Tu-16K-10-26B. Bomby podwieszano w nich na dwóch zaczepach pod skrzydłami i dwóch dodatkowych pod kadłubem.
Tu-16KSR-2 (Badger G) – bombowiec z 1960, uzbrojony w kompleks rakietowy K-16 – dwa kierowane ciężkie pociski rakietowe powietrze-ziemia/woda KSR-2, samonaprowadzane radiolokacyjnie, o zasięgu 120–150 km, podwieszane pod skrzydłami. Wyposażony był w stację radiolokacyjną wykrywania celów Rubin-1K. Prędkość z podwieszonymi pociskami tego i następnych wariantów wynosiła ponad 800 km/h, promień działania 2050 km. Przyjęty na uzbrojenie w grudniu 1961. Od 1962 na wariant ten przebudowywano Tu-16KS (oznaczane też Tu-16K-16) oraz Tu-16A. Samoloty przebudowane z Tu-16A (Tu-16KSR-2A) miały możliwość przenoszenia bomb, w latach 70. do standardu Tu-16KSR-2A przebudowano też pozostałe.
Tu-16K-11-16 (Badger G) – bombowiec uzbrojony w kompleks rakietowy K-16 ze stacją naprowadzania Rubin-1K oraz kompleks K-11, składający się z ciężkich przeciwradarowych pocisków odrzutowych powietrze-ziemia/woda KSR-11 o zasięgu do 120 km i pasywnej stacji wykrywania emisji radarowej Rica z anteną na nosie kadłuba. Na dwóch wyrzutniach pod skrzydłami przenosił pociski KSR-11 lub KSR-2. Przyjęty na uzbrojenie w 1962. Samoloty te przebudowywano z Tu-16KS i Tu-16S. Od lat 70. otrzymały możliwość przenoszenia bomb lub torped. Analogicznym wariantem był Tu-16KSR-2-11 (155 samolotów przebudowano z Tu-16A). Łącznie do wersji przenoszących pociski kompleksów K-11 lub K-16 było przebudowanych 441 samolotów – prawie 1/3 zbudowanych Tu-16. W latach 70. część z nich przystosowano do zabierania zwiększonego ładunku bomb, wykorzystując zaczepy pod skrzydłami.

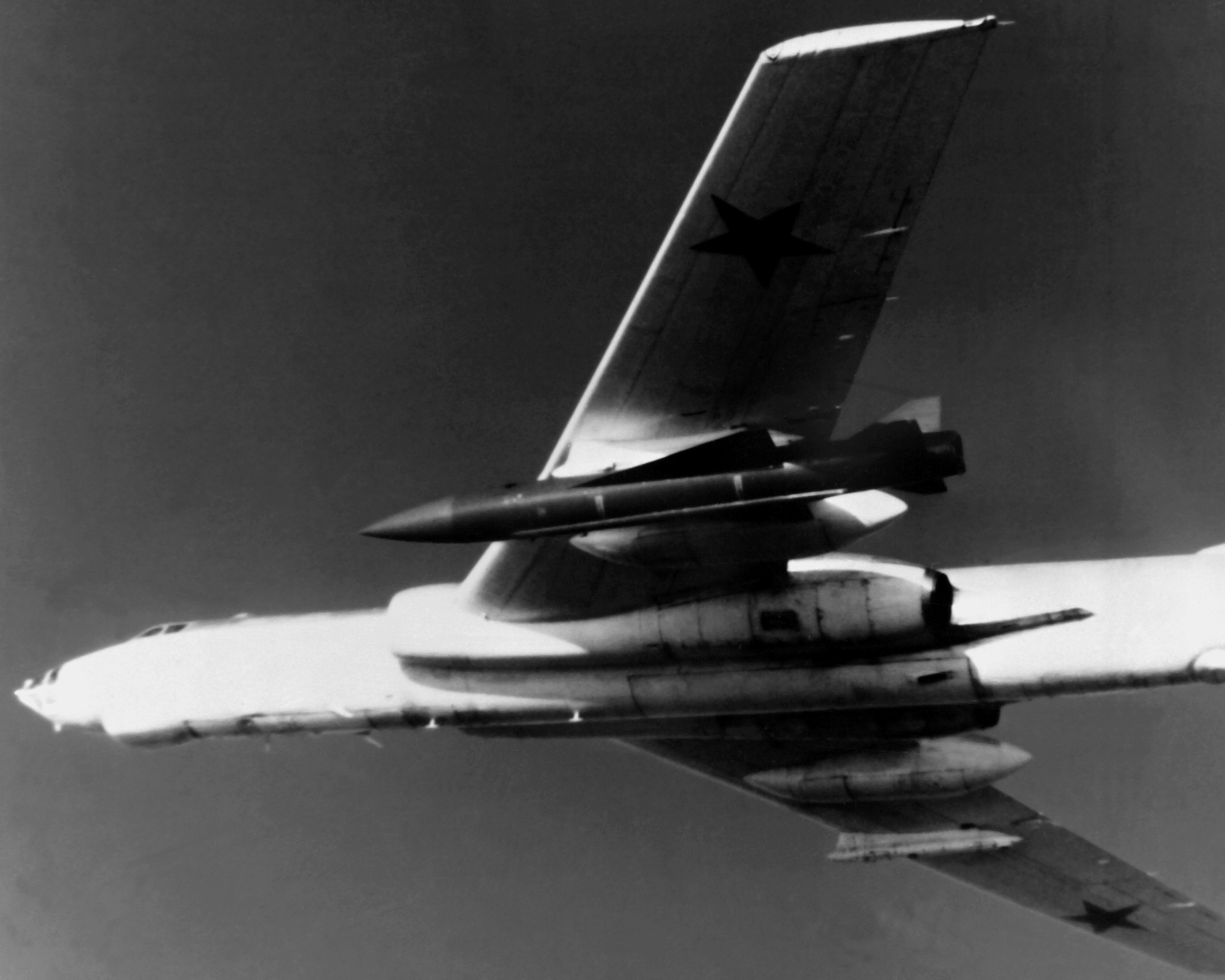
Tu-16 – nosiciel systemu rakietowego K-26, z pociskiem KSR-5

Tu-16K-26 (Badger G) – bombowiec uzbrojony w kompleks rakietowy K-26 – dwa kierowane ciężkie pociski rakietowe powietrze-ziemia/woda KSR-5, samonaprowadzane radiolokacyjnie, z głowicą konwencjonalną lub atomową, podwieszane pod skrzydłami. Wariant ten miał też możliwość przenoszenia pocisków KSR-2 lub 11 lub bomb. Wyposażony był w stację radiolokacyjną wykrywania celów Rubin-1KW. Przyjęty na uzbrojenie w 1969 – przebudowano na ten wariant 15 samolotów z Tu-16K-11-16. Analogiczne warianty to Tu-16KSR-2-5-11 (125 samolotów przebudowanych z Tu-16KSR-2-11) i Tu-16KSR-2-5 (110 samolotów przebudowanych z Tu-16KSR-2A, bez możliwości przenoszenia KSR-11). Od 1973 na części samolotów zamontowano ulepszoną stację radiolokacyjną Rubin-1M, w dużej osłonie pod kadłubem przed komorą bombową, która zwiększyła zasięg użycia pocisków do 450 km.
Istniały wersje Tu-16K-26M dla zmodernizowanych pocisków KSR-5M dla rażenia celów o mniejszych rozmiarach, Tu-16K-26N dla pocisków KSR-5N wystrzeliwanych z małej wysokości z nową stacją radiolokacyjną pod komorą bombową, Tu-16KRM dla wystrzeliwania celów latających KSR-5NM. W latach 70. część Tu-16K-26 różnych wersji przystosowano do zabierania zwiększonego ładunku bomb, czasami odróżniano je przez oznaczenie z literą B.
Tu-16K-26P (Badger G) – bombowiec, modyfikacja Tu-16K-26 uzbrojona w kompleks rakietowy K-26P – dwa kierowane ciężkie przeciwradarowe pociski powietrze-ziemia/woda KSR-5P, ze stacją wykrywania emisji radarowej Rica. Wariant ten przenosił także pociski typów KSR-2, 5 i 11. Próby prowadzono od 1967, przyjęty na uzbrojenie w 1973. Od 1975 przebudowywano na ten wariant samoloty Tu-16KSR-2-5-11. Część zmodernizowana później do wersji Tu-16K-26PM z nowymi pociskami KSR-5M.

### Samoloty rozpoznawcze

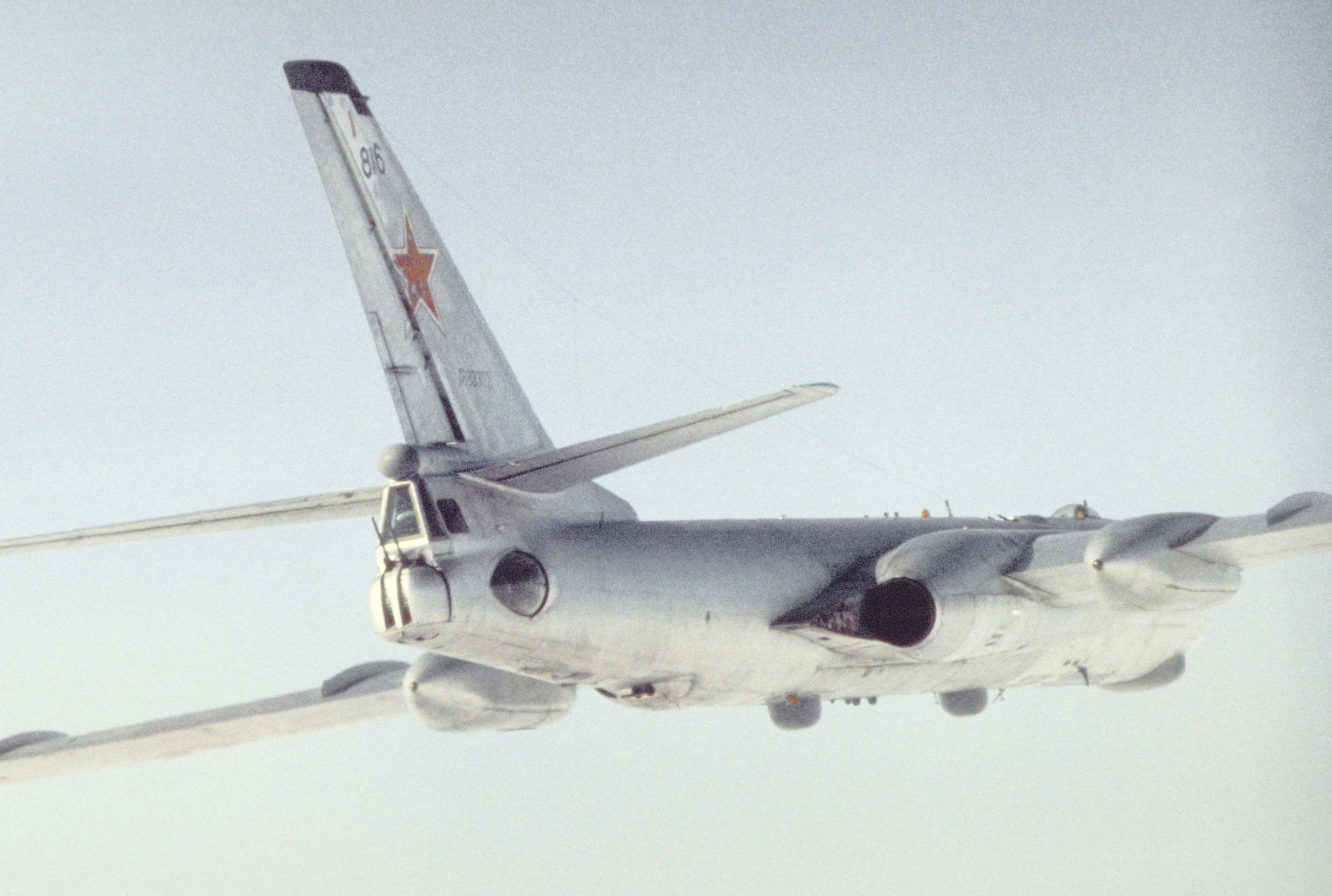
Wariant rozpoznawczy Tu-16, najprawdopodobniej Tu-16R. Widoczne osłony aparatury pod kadłubem, a także wspólne dla wszystkich wersji: wieżyczka strzelecka pod częścią ogonową i wieżyczka ogonowa z celownikiem radarowym nad nią

Tu-16R (Badger E, F) – morski samolot rozpoznawczy, do prowadzenia rozpoznania fotograficznego i radioelektronicznego (R – razwiedczik). Używany od 1958, zastępując Ił-28R. Podstawowy wariant wyposażony był w standardowy radar RBP-4 lub RBP-6 o zasięgu wykrywania okrętów do 180 km, stacje rozpoznania emisji radarowej SRS-1 i SRS-3 i zestaw aparatów fotograficznych. Mógł on wykrywać cele dla samolotów Tu-16KS. Załoga zwiększona do 7 – operator systemu SRS-1 zajmował miejsce w kabinie w komorze bombowej. Anteny stacji SRS-3 „Romb-1” umieszczone były w opływowych zasobnikach pod skrzydłami. Promień działania maksymalnie wynosił 2500 km. Część była wyposażona w system tankowania w powietrzu. W latach 1957–1958 zbudowano ich 70, z różnymi wariantami aparatury.
Tu-16RM-1 (Badger D) – samoloty rozpoznawcze morskie, przebudowane z Tu-16K-10 i K-10-26, przystosowane do naprowadzania pocisków K-10S i SD. Radar JeN zastąpiono JeN-R, w większej obudowie o zasięgu do 480 km. Wyposażony był w stacje rozpoznania emisji radarowej SRS-1M oraz SRS-4 z antenami w trzech osłonach pod kadłubem, których operator zajmował miejsce w hermetyzowanej kabinie w komorze bombowej. Załoga 6 osób. Zwiększony zapas paliwa do 48 000 l – promień działania do 3200 km. Na początku lat 60. przebudowano na tę wersję 23 samoloty.
Tu-16RM-2 (Badger L) – zmodernizowane samoloty rozpoznawcze morskie Tu-16R, z nowszą stacją radiolokacyjną Rubin-1 o zasięgu do 240 km, przystosowane do naprowadzania pocisków KSR-2 kompleksu K-16. Wyposażone ponadto w automatyczne stacje rozpoznania emisji radarowej SRS-4 z antenami pod komorą bombową, przez co zlikwidowano kabinę dla siódmego członka załogi. Zwiększony zapas paliwa do 51 000 l – promień działania do 3200 km.

### Samoloty walki radioelektronicznej (WRE)
Tu-16SPS (Badger J (?)) – pierwszy wariant samolotu walki radioelektronicznej, służącego do aktywnego zakłócania stacji radiolokacyjnych. Oznaczany też Tu-16P. Wyposażony był w dość prymitywną aparaturę zakłócającą SPS-1 lub SPS-2, z koniecznością ręcznego dostrajania do częstotliwości wykrytych stacji. Załoga – 7, w tym operator systemu w kabinie w komorze bombowej. W części komory mógł przenosić bomby. Anteny systemów rozmieszczone były pod kadłubem. Później zostały wyposażone w wyrzutniki celów pozornych ASO-16 w komorze bombowej. W latach 1955–1957 zbudowano 42 samoloty z SPS-1 i 107 z SPS-2. W latach 60. większość przebudowano na wariant z aparaturą Bukiet.
Tu-16 „Jołka” (Badger H) (Ёлка – „choinka”) – samolot walki radioelektronicznej, wyposażony w 7 wyrzutników celów pozornych ASO-16 w komorze bombowej (obiektów stwarzających fałszywe echo radarowe). W części komory mógł przenosić bomby, a po zdemontowaniu aparatury ASO-16 mógł pełnić rolę bombowca. Ponadto wyposażony w stację zakłóceń aktywnych SPS-4 z anteną pod kadłubem. Zbudowano 71 samolotów w 1957, z tego 19 przebudowano z bombowców. W toku służby modernizowano je, instalując nowszą aparaturę zakłóceń aktywnych oraz 2 systemy APP-22 lub przebudowano.
Tu-16Je (Badger K) (ros.: Ту-16Е; nazywane też „Jołka”) – samolot walki radioelektronicznej, wyposażony w aparaturę zakłócającą SPS-1, SPS-2 lub SPS-2K ze stanowiskiem operatora systemu w kabinie w komorze bombowej (załoga – 7) oraz początkowo 2 wyrzutniki celów pozornych ASO-16 w komorze bombowej; później ich ilość zwiększano i montowano też 2 systemy APP-22. W latach 1957–1958 zbudowano 89 samolotów. Część przebudowano na wariant Tu-16JeR wyposażony w stację rozpoznania emisji radarowej SRS-1 w miejsce stacji SPS-2.
Tu-16Je „Azalia” (Badger K) – samolot walki radioelektronicznej, wyposażony w aparaturę zakłócającą serii SPS-61, 62, 63, 64, 65 lub 66 oraz SPS-6 Łoś lub SPS-5 Fasol. W części komory bombowej zabierał bomby lub wyrzutniki celów pozornych ASO-16 i systemy APP-22. Do tego wariantu przebudowano część samolotów Tu-16 „Jołka” lub Tu-16Je. Większość nie miała tylnego stanowiska strzeleckiego. W latach 70. montowano na części z nich nowsze stacje.
Tu-16P „Bukiet” (Badger J) – samolot walki radioelektronicznej, wyposażony w automatyczną aparaturę zakłócającą Bukiet, umieszczoną na miejscu komory bombowej, składającą się ze stacji zakłóceń aktywnych z serii SPS-22N, 33N, 44N i 55N, później dla samolotów latających na małych wysokościach także SPS-77. Wyróżniały się podłużną osłoną anteny pod kadłubem. Począwszy od 1962, przebudowano na ten wariant 91 samolotów, głównie Tu-16 „Jołka” i SPS. W toku służby modernizowano je, instalując nowszą aparaturę zakłóceń aktywnych.

### Pozostałe
Tu-16T – samolot torpedowo-bombowy lotnictwa morskiego, o konstrukcji zbliżonej do bombowca. Mógł zabrać warianty uzbrojenia: 2 odrzutowe torpedy RAT-52, 6 torped lotniczych, 2 bomby głębinowe WB-2F, 12 min morskich AMD-4-500, 4 miny AMD-4-1000 lub inne rodzaje uzbrojenia lub do 9 t bomb. Do 1957 zbudowano 76 samolotów oraz część samolotów Tu-16 przebudowano do tego wariantu. Ponadto część samolotów lotnictwa morskiego innych wersji, głównie Tu-16SPS, „Jołka” i R przystosowano do stawiania min.
Tu-16PŁ (PŁO) – samolot patrolowy zwalczania okrętów podwodnych. Niewielką ilość przebudowano z Tu-16T w latach 1962–1963. Wyposażony był w radar przeszukiwania powierzchni morza SPARU-55 i 40 boi hydroakustycznych RGB-N. Uzbrojony był w bomby głębinowe PŁAB-MK, a od 1966 torpedy przeciw okrętom podwodnym AT-1. Używane do 1969, zastąpione następnie samolotami Be-12 i Ił-38.
Tu-16S – samolot ratowniczy lotnictwa morskiego, do ratowania rozbitków (S – spasatielnyj). Wyposażony był w zdalnie sterowaną łódź Friegat, podczepioną pod kadłubem. Od 1965 do tego wariantu przebudowano większość Tu-16T.
Tu-16SP – samolot patrolowy zwalczania okrętów podwodnych. Niewielką ilość przebudowano z Tu-16S w latach 70. Wyposażony był w radar przeszukiwania powierzchni morza i boje hydroakustyczne. Uzbrojony był w torpedy przeciw okrętom podwodnym. Nie przebudowano większej ilości wobec pojawienia się maszyny Tu-142.
Tu-16Z (Badger A) – powietrzny tankowiec dla samolotów Tu-16, z systemem podawania paliwa przewodem między skrzydłami samolotów. Oznaczane początkowo Tu-16(Z) (Z – zaprawszczik). Próby prowadzono od 1955. Począwszy od 1957 przebudowano z bombowców 114 samolotów (według innych danych, 46). 571 samolotów Tu-16 różnych wersji produkowanych od 1957 dostosowano do pobierania paliwa.
Tu-16N (Badger A) – wariant powietrznego tankowca dla bombowców Tu-22, z systemem podawania paliwa przewodem elastycznym i sztywną sondą. Aparaturę zaadaptowano z tankowca 3MS. Od 1963 mała ilość przebudowywana z innych wersji. W 1969, 20 samolotów Tu-16Z przebudowano w analogiczny wariant Tu-16NN.
Tu-16ŁŁ – różne warianty wykorzystywane jako latające laboratorium, do testowania systemów lub innych badań. M.in. 9 samolotów wykorzystywano jako latające hamownie do badań nowych silników turboodrzutowych, wysuwanych z komory bombowej. Testowano na nich większość radzieckich silników II i III generacji oraz część nowszych.
Tu-16 „Cikłon” – samolot rozpoznania meteorologicznego

### Wersje chińskie
W Chinach Tu-16 był produkowany na licencji od 1961 pod oznaczeniem Xi’an H-6 (Hongzhaji-6), początkowo z radzieckich części. Pierwsze zmontowano w połowie lat 60. Pierwszy seryjny H-6 zbudowany całkowicie w Chinach z silnikami Wopen-8, odpowiadającymi RD-3-500 o ciągu 9520 kg, został oblatany 24 grudnia 1968. Do 1987 zbudowano ok. 120 samolotów H-6. Podstawową wersją chińską był nosiciel bomby atomowej, odpowiadający Тu-16А. Zbudowano też wariant rozpoznawczy i walki radioelektronicznej oraz tankowiec powietrzny. Powstał też odpowiadający wariantom radzieckim wariant Н-6 IV (lub H-6D) uzbrojony w 2 przeciwokrętowe pociski kierowane С-601 (w kodzie NATO Silkworm, rozwinięcie radzieckich P-15). Pierwszy został oblatany 29 sierpnia 1981, przyjęty na uzbrojenie od grudnia 1985.

## Użycie
Pierwsze samoloty weszły do eksploatacji w radzieckim Lotnictwie Dalekiego Zasięgu, a następnie lotnictwie morskim, od 1954, a 1 maja 1954 zostały zaprezentowane podczas defilady nad Placem Czerwonym. Przez następne dziesięciolecie Tu-16 był podstawowym radzieckim bombowcem strategicznym, wchodzącym w skład sił odstraszania. Bombowce używane były w pułkach ciężkich bombowców (TBAP), wchodzących po 2 lub 3 w skład dywizji ciężkich bombowców (TBAD). Dywizje wchodziły w skład korpusów ciężkich bombowców, a od 1980 – Armii Powietrznych Naczelnego Dowództwa (WA WGK), tworzących Lotnictwo Dalekiego Zasięgu (DA – Dalna Awiacja). Z uwagi na zasięg, ich podstawowym celem były bazy militarne NATO w Europie Zachodniej. Od połowy lat 50. na poligonach w Semipałatyńsku i na Nowej Ziemi prowadzone były ćwiczenia w użyciu broni jądrowej przez Tu-16A. 22 listopada 1955 z Tu-16W zrzucono pierwszą radziecką bombę wodorową RDS-37d o mocy 1,6 Mt (później jej moc doprowadzono do 2,9 Mt). W rekordowym pod tym względem roku 1962, ostatnim przed zaprzestaniem prób atomowych, zrzucono z Tu-16 aż 24 bomby atomowe i wodorowe.
Tu-16 różnych wersji lotnictwa morskiego towarzyszyły często grupom okrętów NATO na wodach międzynarodowych, szczególnie amerykańskim grupom lotniskowcowym (przy tym, w 1968 jeden uległ katastrofie na Morzu Norweskim, w bliskości lotniskowca USS „Essex”). Według źródeł rosyjskich, w 1980 jeden z samolotów utracono w niewyjaśnionych okolicznościach, nie wykluczających zestrzelenia przez japońskie okręty na Oceanie Spokojnym.
Jedynym konfliktem, w jakim wzięły udział radzieckie Tu-16, była interwencja w Afganistanie. Od 19 kwietnia 1984 przez kilka dni, samoloty 200. gwardyjskiego TBAP z Bobrujska i 251. TBAP z Białej Cerkwi prowadziły wraz z bombowcami Tu-22M masowe naloty na dolinę Panczsziru w próbach zniszczenia wojsk Ahmada Szaha Masuda, głównie używając 250-kg bomb burzących. Brały w tym udział nosiciele rakiet odmian wersji Tu-16KSR, przystosowane do przenoszenia bomb. Ponownie Tu-16 bombardowały cele przy użyciu ciężkich bomb w lecie 1986. Ostatni raz użyto Tu-16 z 251. TBAP w ostatnich miesiącach przed wycofaniem się z Afganistanu, od października 1988. Użyto wtedy przeciw punktom oporu partyzantów w jaskiniach bomb FAB-9000 o masie 9000 kg – ogółem zrzucono ich 289.
W 1981 w lotnictwie dalekiego zasięgu znajdowało się 487 Tu-16, a w lotnictwie marynarki 474, z czego ok. 200 nosicieli pocisków K-10, natomiast w pozostałym radzieckim lotnictwie 156 Tu-16. Ilość ich została znacznie zredukowana do końca dekady. Przy rozpadzie ZSRR, 121 samolotów otrzymała Ukraina, 18 Białoruś, pozostałe Rosja. W Rosji Tu-16 były używane do 1994, w pozostałych krajach podobnie.

### Eksport
Od 1958 samoloty Tu-16 były dostarczane do Chin, a następnie przy pomocy radzieckiej podjęto tam ich licencyjną produkcję jako Xi’an H-6. 14 maja 1966 z H-6A zmontowanego z radzieckich części zrzucono trzecią chińską próbną bombę atomową. W Chinach Xi’an H-6 jest do obecnej chwili (2006) jedynym bombowcem strategicznym, mimo przestarzałej konstrukcji.
Kolejnym krajem używającym Tu-16 była Indonezja. W obliczu grożącego konfliktu z Holandią o Irian Zachodni, wiosną 1962 roku ZSRR dostarczył Indonezji 25 nosicieli rakiet Tu-16KS, w celu odstraszenia holenderskiej marynarki, przede wszystkim lotniskowca „Karel Doorman”. Początkowo latały one z radzieckimi załogami, które miały wykonywać zadania bojowe, dopiero stopniowo szkolono indonezyjskich lotników. Stacjonowały one pod Dżakartą. Po pogorszeniu stosunków między Indonezją a ZSRR, zostały wycofane z braku części zamiennych.

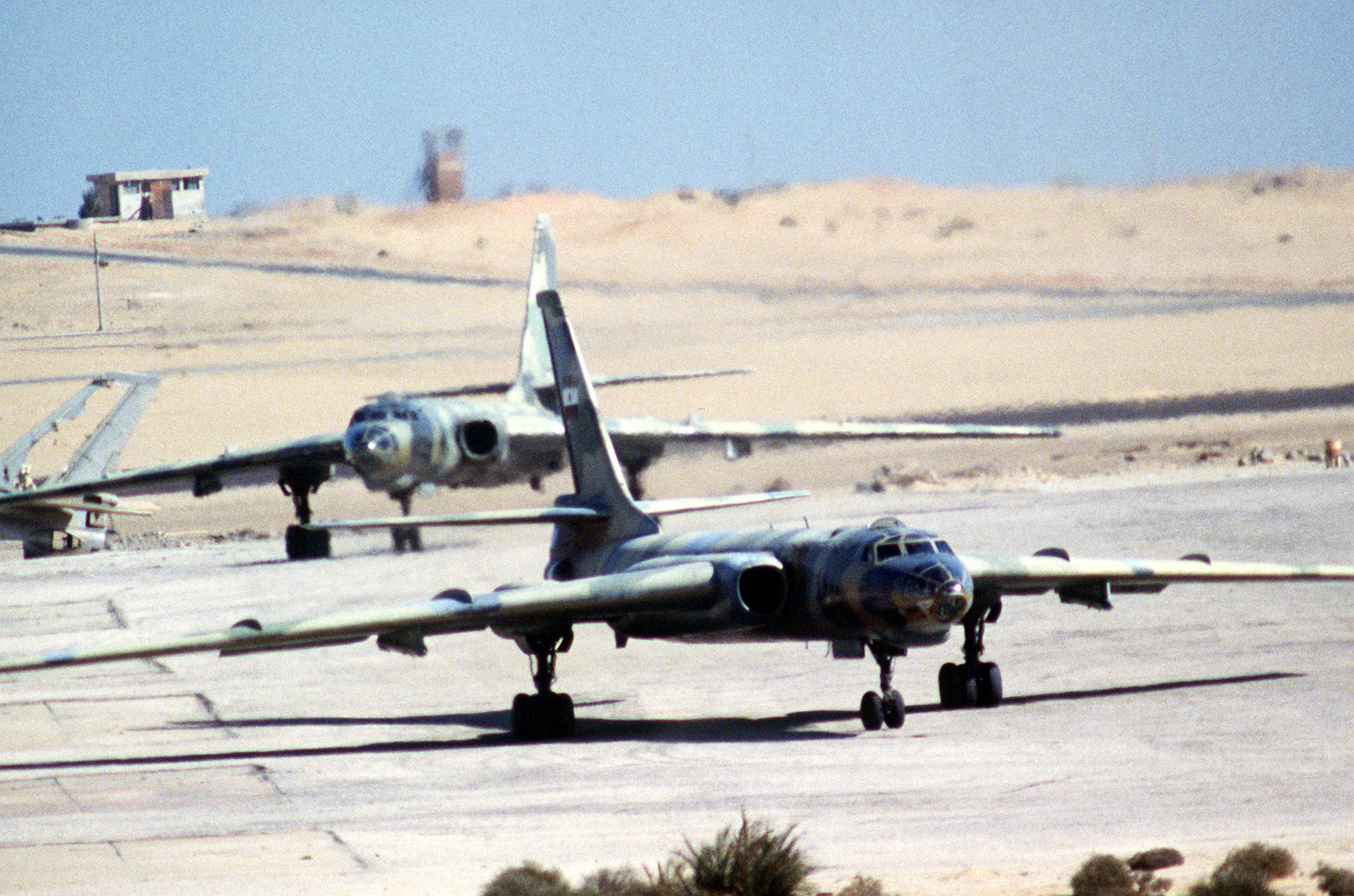
Egipskie Tu-16KSR-2-11 w 1980

Od 1963 ZSRR sprzedał do Egiptu ok. 30. Tu-16 różnych wersji, w tym ok. 20 Tu-16KS. Wszystkie zostały zniszczone na lotnisku w Kairze, w zaskakujących nalotach izraelskiego lotnictwa na początku wojny sześciodniowej 1967 roku (po tym zdarzeniu, w lotnictwie radzieckim zaczęto stosować zakryte miejsca postoju samolotów). Już od września 1967 ZSRR dostarczył do Egiptu dalsze Tu-16, wraz z nosicielami rakiet KSR-2 i KSR-11, torpedowymi Tu-16T i rozpoznawczymi Tu-16R. Podczas wojny Jom Kipur w październiku 1973 wystrzelono z nich 25 rakiet KSR-2 i KSR-11, z których 20 zostało przechwycone przez izraelska obronę przeciwlotniczą, a pozostałe zniszczyły dwie stacje radiolokacyjne i jedną bazę izraelską. Według danych izraelskich, podczas wojny zestrzelono jeden Tu-16 (strona egipska nie potwierdza tego). Ostatni raz bojowo egipskie Tu-16 zostały użyte w lipcu 1977 podczas czterodniowej wojny z Libią, dokonując nalotów na Tobruk, El-Adem i Al-Kufra. Według danych libijskich, zestrzelono dwa Tu-16 (strona egipska nie potwierdza tego). W latach 90. Egipt miał jeszcze 16 Tu-16, lecz zostały wycofane do końca dekady.
Kolejnym użytkownikiem Tu-16 był Irak. Podczas wojny sześciodniowej 1967 roku posiadał 6 samolotów, z których 1 został zestrzelony przez Izrael podczas próby nalotu na Tel Awiw. W latach 70. do Iraku dostarczono 8 Tu-16KSR-2-11. Używano ich m.in. do walki przeciw partyzantom kurdyjskim. Podczas wojny iracko-irańskiej 1980-88, Irak posiadał 8 samolotów, używanych bojowo, m.in. w nalocie na lotnisko w Teheranie. Pod koniec lat 80. Irak zakupił 4 chińskie H-6D z pociskami С-601. Podczas I wojny w Zatoce Perskiej w 1991 większość Tu-16, cierpiących na braki części zamiennych, została zniszczona na ziemi przez lotnictwo koalicji.

## Opis techniczny
Metalowy średniopłat o układzie klasycznym. Kadłub konstrukcji półskorupowej. Smukłe skrzydła o skosie 35°, konstrukcji dwudźwigarowej – kesonowej. Usterzenie klasyczne o skosie 42°. System sterowania mechaniczny, bez wspomagania. Charakterystyczną cechą Tu-16 były dwie duże gondole silników u nasady skrzydeł, przechodzące w kadłub. Płatowiec skonstruowany z uwzględnieniem reguły pól. Załoga 6-osobowa w dwóch hermetyzowanych kabinach, zaopatrzonych w fotele katapultowe (część załogi – wyrzucane w dół). Z przodu kadłuba kabina dwóch pilotów, operatora systemów elektronicznych (obsługującego też zdalnie wieżyczkę grzbietową) i nawigatora-bombardiera, który zajmował stanowisko w oszklonym nosie. W ogonie kabina dwóch strzelców (jeden naprowadzał dolną wieżyczkę przez boczne wypukłe okna, drugi ogonową wieżyczkę ze stanowiska ogonowego). Podwozie samolotu trójpodporowe, golenie główne (po 4 koła) chowane do gondoli w skrzydłach, goleń przednia dwukołowa; ponadto spadochron hamujący. Dwie komory bombowe umieszczone w kadłubie, za dźwigarami centropłata. Część wersji przenoszących pociski rakietowe i innych specjalistycznych miały dodatkową hermetyzowaną kabinę operatora i inne urządzenia w komorze bombowej. W części tych wersji samolot wyposażony był w stacje radiolokacyjne różnych typów, w nosie kadłuba lub komorze bombowej. W ogonie celownik radiolokacyjny kierowania uzbrojeniem obronnym PRS-1 Argon.
Używane silniki turboodrzutowe: AM-03 o ciągu 8750 kg. Od 1958 montowano RD-3M o ciągu 9520 kg. Paliwo w 27 zbiornikach w kadłubie i skrzydłach o pojemności 43 800 l.
Uzbrojenie obronne stanowiło siedem działek kalibru 23 mm AM-23 – sześć w trzech zdalnie sterowanych stanowiskach na grzbiecie, pod kadłubem i w ogonie oraz pojedyncze stałe w nosie. Optyczny celownik bombowy OPB-11R i radiolokacyjny RPB-4 Rubidij-MM (w osłonie pod kabiną). Samolot wyposażony był w dwie nadmuchiwane łódki ratunkowe. W skład wyposażenia wchodziły radiostacje, urządzenie identyfikacji swój-obcy (IFF) SRZO-2M „Chrom-Nikiel”, stacja ostrzegania o opromieniowaniu Syrena-2 lub -3 lub Bierieza, aparat fotograficzny.
Uzbrojenie bombowe w postaci bomb konwencjonalnych składało się w wersjach bombowych i części innych wersji typowo z do 18 bomb 500 kg lub 24 bomb 250 kg w komorze bombowej. Po modernizacjach w latach 70. samoloty mogły zabierać do 26 bomb 500 kg lub 40 bomb 250 kg w komorze bombowej i na dwóch belkach pod skrzydłami. Można było zabierać bomby wagomiaru do 9000 kg. Uzbrojenie wersji przenoszących pociski rakietowe zostało bliżej opisane w tekście (w zależności od wersji, po 2 pociski KS-1, KSR-2, KSR-5, KSR-11, 1 pocisk K-10 lub 1 pocisk K-10 i 2 KSR-5).